# NGC 6887
NGC 6887 ist eine Balken-Spiralgalaxie vom Hubble-Typ SBbc im Sternbild Pendeluhr am Südsternhimmel. Sie ist schätzungsweise 119 Millionen Lichtjahre von der Milchstraße entfernt und hat einen Durchmesser von etwa 115.000 Lichtjahren.

Im gleichen Himmelsareal befinden sich u. a. die Galaxien IC 4983, IC 4984, IC 4987, IC 4995.
Das Objekt wurde am 24. Juli 1835 von John Herschel entdeckt.